# ヘミオラ
ヘミオラ（英: hemiola、hemiolia）あるいはヘミオーレとは、いわゆるポリリズムの一種。クラシックの分野では、普通はドイツ語の読みによって「ヘミオーレ」という。主にバロック音楽やクラシック（古典音楽、特にベートーヴェン）などにおいて、3拍子の曲で、2小節をまとめてそれを3つの拍に分け、大きな3拍子のようにすることをいう。元の意味は「1足す2分の1」。終止カデンツにおいて使われることが多い。
たとえば、4分の3拍子の曲の途中で下図上段のような音型が現れると、下段のような3つの2分音符に聞こえる。このようなものをヘミオラ（ヘミオーレ）と呼ぶ。

このように聞こえるのは、シンコペーションによって強拍が本来の位置からずれるためである。このヘミオラ（ヘミオーレ）の例では、元の4分の3拍子の拍節感は消え去って、突然テンポが半分になってしまったように感じられる。
上のような3/4等の「真の3拍子」に対するもののみならず、6/8や12/8等の複合拍子の構成要素としての「小さな3拍子」に対するものや、あるいは3連符に対するものも、同様の音型をヘミオラと呼ぶ。
主な使用例としては、バロック時代のサラバンドなどの3拍子系舞曲、シューマンでの交響曲第3番の第１楽章やピアノ協奏曲最終楽章、ドビュッシーでの12の練習曲の第12曲などがある。
ポピュラー音楽では、ミュージカル、ウエストサイドストーリーの「アメリカ」が最もヘミオラで知られる曲の一つ。「タク タク タク（8分音符6つ）」という本来2で割り切る拍子に、「タクク タクク（同様に、8分音符6つ）」という3で割り切るフレーズが乗る状態。この楽曲のメイン部分では、これらが交互に現れるため、好例。